# Joanna Rowsell
Joanna Katie Rowsell (también conocida por su nombre de casada Joanna Rowsell-Shand, Londres, 5 de diciembre de 1988) es una deportista británica que compitió en ciclismo en las modalidades de pista, especialista en la prueba de persecución por equipos, y ruta.
Participó en dos Juegos Olímpicos de Verano, en los años 2012 y 2016, obteniendo una medalla de oro en cada edición, ambas en la prueba de persecucuón por equipos (en Londres 2012 haciendo equipo con Dani King y Laura Trott y en Río de Janeiro 2016 con Katie Archibald, Laura Trott y Elinor Barker).
Ganó ocho medallas en el Campeonato Mundial de Ciclismo en Pista entre los años 2008 y 2016, y tres medallas de oro en el Campeonato Europeo de Ciclismo en Pista entre los años 2013 y 2015.
Fue nombrada miembro de la Orden del Imperio Británico (MBE) en el año 2012. Padece de alopecia areata.
Se retiró de la competición en 2017. Posteriormente, estudió el grado en Biología humana en la Universidad Metropolitana de Mánchester y después Medicina en la Escuela Médica St George's de la Universidad de Londres.

## Medallero internacional
| Juegos Olímpicos   | Juegos Olímpicos         | Juegos Olímpicos  | Juegos Olímpicos        |
| Año                | Lugar                    | Medalla           | Competición             |
| ------------------ | ------------------------ | ----------------- | ----------------------- |
| 2012               | Londres (Reino Unido)    | Medalla de oro    | Persecución por equipos |
| 2016               | Río de Janeiro (Brasil)  | Medalla de oro    | Persecución por equipos |
| Campeonato Mundial |                          |                   |                         |
| Año                | Lugar                    | Medalla           | Competición             |
| 2008               | Mánchester (Reino Unido) | Medalla de oro    | Persecución por equipos |
| 2009               | Pruszków (Polonia)       | Medalla de oro    | Persecución por equipos |
| 2010               | Ballerup (Dinamarca)     | Medalla de plata  | Persecución por equipos |
| 2012               | Melbourne (Australia)    | Medalla de oro    | Persecución por equipos |
| 2014               | Cali (Colombia)          | Medalla de oro    | Persecución individual  |
| 2014               | Cali (Colombia)          | Medalla de oro    | Persecución por equipos |
| 2015               | Saint-Quentin (Francia)  | Medalla de plata  | Persecución por equipos |
| 2016               | Londres (Reino Unido)    | Medalla de bronce | Persecución por equipos |
| Campeonato Europeo |                          |                   |                         |
| Año                | Lugar                    | Medalla           | Competición             |
| 2011               | Apeldoorn (Países Bajos) | Medalla de oro    | Persecución por equipos |
| 2014               | Baie-Mahault (Francia)   | Medalla de oro    | Persecución por equipos |
| 2015               | Grenchen (Suiza)         | Medalla de oro    | Persecución por equipos |